# Lahti L-35
La Lahti L-35 es una pistola semiautomática diseñada por Aimo Lahti y producida entre 1935 y 1952. Diseñada para ser fabricada de manera autónoma en Finlandia, la pistola fue utilizada en la Guerra de Invierno y la Guerra de Continuación. Considerada como un arma de alta calidad, la Lahti era bien fabricada y funcionaba bien bajo condiciones de frío o suciedad. El uso de un acelerador de cerrojo, una característica inusual en una pistola, hizo de la Lahti un arma fiable.

## Historia
Con la independencia de Finlandia de Rusia en 1917 y la derrota de la Guardia Roja finlandesa durante la guerra civil finlandesa, Finlandia inició el proceso de reemplazar su obsoleto armamento ruso. Los esfuerzos para modernizar el arsenal de Finlandia incluían el reemplazo de los revólveres rusos Nagant M1895 con las pistolas españolas Ruby, compradas a Francia en 1919 y después con la Luger P08 comprada a la Deutsche Waffen und Munitionsfabriken en 1923. Finlandia trató de producir su propio armamento, con los Guardias Voluntarios Finlandeses que inauguraron en 1921 el arsenal Suojeluskuntain ase- ja Konepaja Oy (SAKO) y el gobierno finlandés que inauguró el arsenal Valtion Kivääritehdas (VKT) en Jyväskylä en 1929. El Ejército finlandés prontamente solicitó una pistola de producción local que pudiese soportar los crudos inviernos finlandeses. Su diseño empezó en 1929 bajo la supervisión de Aimo Lahti, a quien se le otorgó una patente por la pistola Lahti M1935 en 1935. La Lahti fue originalmente diseñada para disparar los cartuchos 7,65 x 21 Parabellum y 9 x 19 Parabellum, pero al final solo se produjo en calibre 9 mm. La Lahti fue formalmente adoptada por las Fuerzas Armadas finlandesas en 1935 como la Pistooli L-35. Su producción fue lenta y esto evitó su amplio uso, con solo 500 pistolas fabricadas antes de detenerse la producción por el inicio de la Guerra de Invierno. La producción se reinició en 1941, con unas 4.500 pistolas fabricadas antes de nuevamente detenerse la producción por la Guerra de Continuación. La producción de la Lahti L-35 se reinició de nuevo en 1946, con unas 9.000 pistolas fabricadas antes de 1951.
La Husqvarna m/40 , una copia sueca de la Lahti L-35, fue empleada por el Ejército sueco hasta la década de 1980. La m/40 tenía un diseño y mecanismos de disparo similares a la L-35 finlandesa, pero era poco fiable debido al acero de baja calidad empleado en su fabricación.

## Diseño
La Lahti M1935 es considerada una pistola bien fabricada y con un buen acabado. A pesar de que la Lahti se parece externamente a la P08 Luger, su mecanismo de disparo es completamente diferente y está más relacionado con la pistola Bergmann 1896. La Lahti es una pistola de acción simple y accionada por retroceso, con recámara acerrojada y equipada con un martillo oculto. La propia pistola está bien sellada ante la suciedad y el hielo, pero es pesada según los estándares modernos. El seguro manual era accionado mediante una palanca situada en el lado izquierdo del armazón. Es imposible desarmar y limpiar la Lahti sin ayuda de un armero entrenado o un taller, pero la necesidad de reparaciones en campaña era inusual debido al fiable diseño de la Lahti.

### Acelerador de cerrojo
La adición de un acelerador de cerrojo a la Lahti fue para asegurar su desempeño en las temperaturas sumamente bajas de Finlandia. Los aceleradores de cerrojo se encuentran generalmente en ametralladoras, para incrementar su cadencia de disparo. El acelerador de cerrojo de la Lahti funciona mediante una palanca acodada que golpea el cerrojo de la pistola cuando se abre después de disparar. Esto empuja mecánimente el cerrojo en lugar de utilizar solamente la energía del disparo para hacerlo retroceder. El valor del acelerador de cerrojo añadido fue cuestionado cuando se produjo un lote de pistolas sin acelerador. Se cree que la inmediata devolución de las pistolas sin acelerador indicaba que este no era esencial, pero si útil en la operación del arma.

## Husqvarna m/40

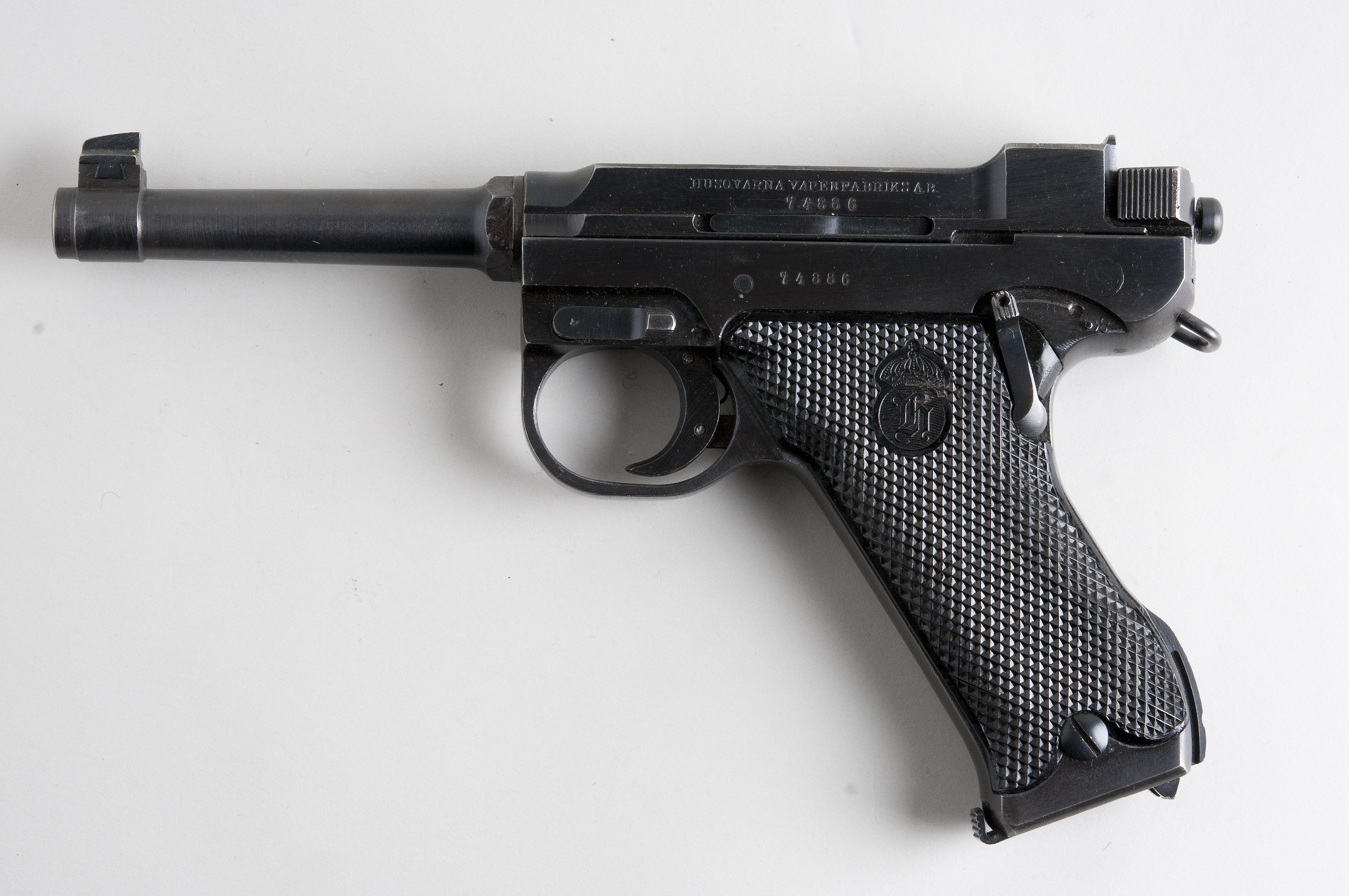
Una Husqvarna m/40.

La Husqvarna Modelo 40 o m/40 fue una copia sueca de la Lahti L-35, fabricada desde 1940 hasta 1946. El Ejército sueco se dio cuenta de que habría una escasez de pistolas en caso de una movilización militar a gran escala en Europa. Adoptando originalmente la Walther P38 en 1939, el inicio de la Segunda Guerra Mundial detuvo la exportación de la Walther P38 a Suecia. Para compensar, Suecia adoptó la pistola Lahti pero fue incapaz de importar la Lahti L-35 debido a los conflictos de Finlandia con la Unión Soviética. La Svenska Automatvapen AB obtuvo la licencia para producirla, pero su inmediata quiebra hizo que ésta pase a la Husqvarna Vapenfabriks Aktiebolag. Las primeras pistolas m/40 fueron suministradas al Ejército sueco para 1942, con ligeras diferencias respecto a las Lahti L-35. Las cachas de la m/40 tienen el logo de Husqvarna grabado y su punto de mira era ligeramente más grande. El cañón de la m/40 también es ligeramente más largo que el de la Lahti L-35, con un guardamonte más pesado y no tiene el indicador de cartucho en la recámara ni el seguro con resorte de la Lahti L-35. Otras modificaciones incluían un cambio en las especificaciones de la calidad del acero empleado para fabricar la m/40, que no fueron exitosas y causaron rajaduras en el armazón. Las rajaduras en el armazón se agudizaron al emplear en las pistolas el cartucho m/39B desarrollado para el subfusil Carl Gustaf M/45. La m/40 finalmente sería retirada de servicio en la década de 1980 por las rajaduras del armazón, siendo completamente reemplazada por la Glock 17 a inicios de la década de 1990.